# Églogues (Dante Alighieri)
Pour les articles homonymes, voir Églogue (homonymie).

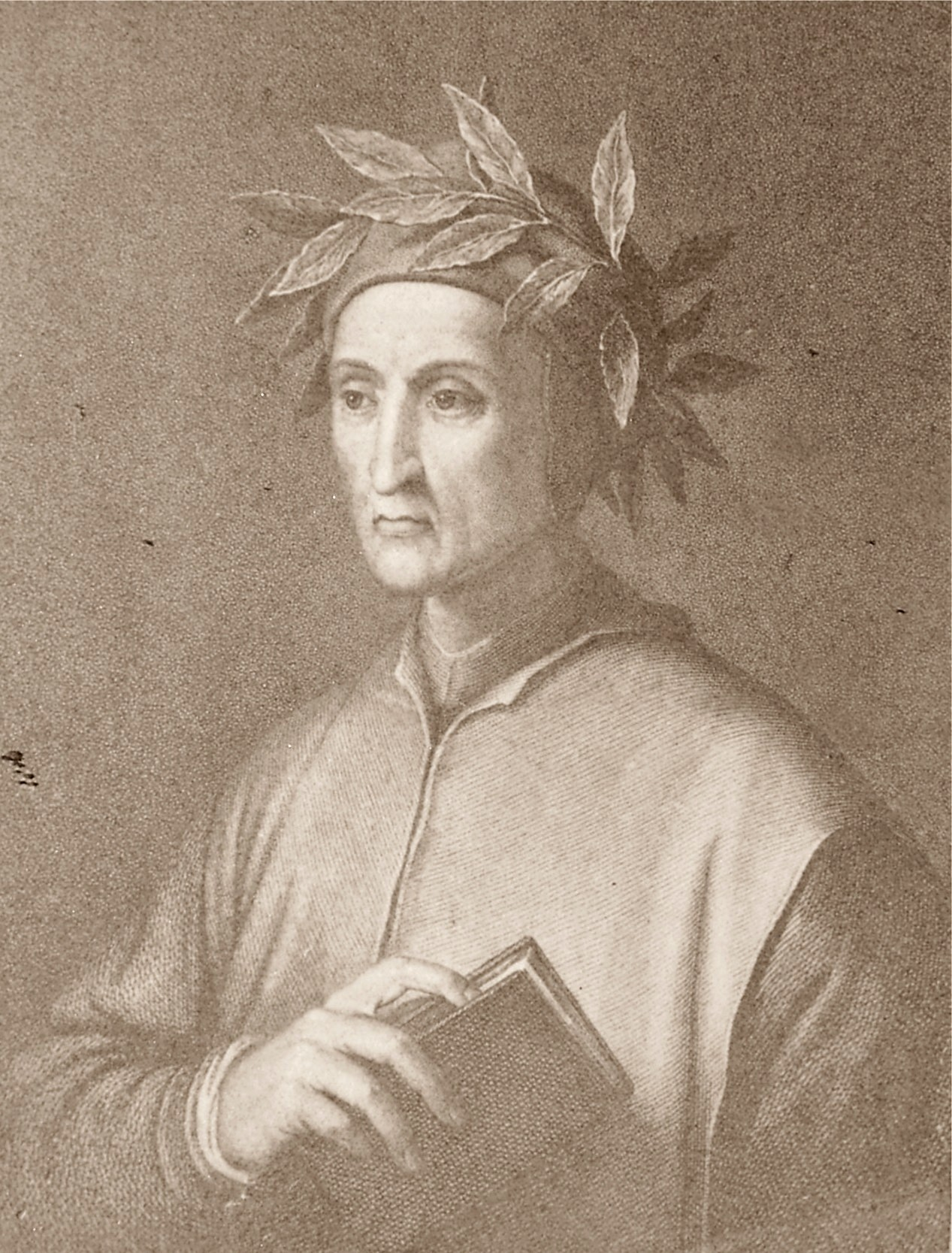
Portrait de Dante Alighieri par Stefano Tofanelli, XIXe siècle.

Les Églogues (Le Egloghe en italien) sont deux poèmes en latin composés par Dante Alighieri dans un style bucolique, nommé d'après les Bucoliques de Virgile. Les deux poèmes ont été écrits entre 1319 et 1320 à Ravenne mais n'ont été publiés pour la première fois qu'à Florence en 1719.

## Source
- (en) Cet article est partiellement ou en totalité issu de l’article de Wikipédia en anglais intitulé « Eclogues (Dante) » (voir la liste des auteurs).